# Alexandre de Juniac
Alexandre Begoügne de Juniac plus connu sous le nom Alexandre de Juniac, né le 10 novembre 1962 à Neuilly-sur-Seine, est un haut fonctionnaire et chef d'entreprise français. 
Après avoir notamment travaillé quatorze ans chez Thales comme secrétaire général, il devient directeur de cabinet de Christine Lagarde, ministre de l'Économie, de l'Industrie et de l'Emploi, de 2009 à 2011. Il est ensuite nommé président-directeur général d'Air France puis d’Air France-KLM. Il est directeur général de l'Association du transport aérien international (IATA) du 1er septembre 2016 au 31 mars 2021.

## Biographie

### Famille et formation
Alexandre Begoügne de Juniac est issu d'une famille d'ancienne bourgeoisie française originaire de Limoges. Une autre branche, éteinte, de cette famille avait reçu le titre de baron sous le Premier Empire. Il est le fils de l'ambassadeur Gontran de Juniac.
Il étudie au lycée Pasteur puis entre à l'École polytechnique,, en 1981, dont il sort diplômé trois ans plus tard, et à l'ENA (promotion Michel-de-Montaigne).
Le 25 juillet 1987, Alexandre de Juniac épouse Carine Goddet, cadre de banque. De ce mariage, naissent trois enfants (Maxime, Armand et Victoria),. Divorcé, il épouse en 2015 Marion Enderlein, « Worldwide Recruitment Manager » au sein du groupe Thales et « responsable de la marque employeur », puis directrice de l'Alliance mondiale pour les technologies propres de la fondation Solar Impulse depuis 2017. De ce mariage, sont nées deux filles.

### Carrière dans la fonction publique
Auditeur au Conseil d'État en 1988, puis maître des requêtes en juillet 1991, il est secrétaire général adjoint du Conseil d'État de 1990 à 1993.
De 1993 à 1994, il devient conseiller technique au cabinet de Nicolas Sarkozy (alors ministre chargé du Budget et porte-parole du gouvernement), chargé des dossiers de la fonction publique, de l'éducation nationale, de la culture et de la communication. Il est ensuite directeur adjoint, chargé des questions relatives à la communication au cabinet de Nicolas Sarkozy, ministre chargé du Budget, porte-parole du gouvernement, de 1994 à 1995. 
De 2009 à 2011, il est le directeur de cabinet de Christine Lagarde, ministre de l'Économie, de l'Industrie et de l'Emploi.

### Carrière dans les affaires
Juniac devient directeur du plan et du développement de Thomson-CSF en 1995, puis directeur commercial de Sextant Avionique de 1997 à 1998 et directeur du groupement d'intérêt économique CNS Avionics, société commune entre Sextant Avionique et Dassault Électronique de 1998 à 2008. 
Il est secrétaire général adjoint d'octobre 1998 à 1999, puis secrétaire général de Thomson-CSF (devenue Thales en décembre 2000) de 1999 à 2004. Il devient alors directeur général adjoint de Thales chargé de la division « systèmes aériens » jusqu'en 2008, puis directeur général « Asie, Afrique, Moyen-Orient et Amérique latine » de Thales jusqu'en juin 2009. Sa carrière dans la fonction publique l'empêche en 2010 de prendre la direction d'Areva.

#### Air France

##### 2011 à 2013
En novembre 2011, la commission de déontologie d'Air France valide la nomination d'Alexandre de Juniac au poste de président-directeur général, de l'entreprise le 16 novembre 2011.
En avril 2012, il annonce le développement des bases de Toulouse et de Nice avec quatorze nouvelles liaisons au départ de Toulouse et quatre au départ de Nice. Un mois plus tard, il annonce la création d'un pôle régional français et la fusion des trois filiales aériennes françaises d'Air France avec une mise en œuvre dès le 1er avril 2013. Le but, selon la direction, est de créer un « pôle régional unifié français beaucoup plus autonome d'Air France » pesant un milliard d'euros et mobilisant 3 500 salariés. Cette décision entraîne la création d'une nouvelle marque, HOP !, d'un nouveau numéro de plaque aérienne et d'une holding couvrant les filiales aériennes d'Air France. Elle conduit à l'autonomie sur les offres tarifaires, sur le programme et la gestion du remplissage des vols. Lionel Guérin est nommé président non exécutif de cette nouvelle marque. Dans la continuité de cette création, l'entreprise décide en 2015 de passer à l'étape suivante en fusionnant juridiquement les trois filiales Brit Air, Régional et Airlinair afin de ramener de la croissance au sein du réseau court-courrier d'Air France. La marque HOP ! doit ainsi, à terme, disposer d'une flotte opérationnelle d'environ 77 appareils à l'horizon 2016. 

##### 2013 à 2015
Le 1er juillet 2013, il succède à Jean-Cyril Spinetta en tant que président-directeur général d'Air France-KLM.
Juniac présente son plan de redressement « Transform 2015 » visant à améliorer l'efficacité économique du groupe Air France-KLM afin de désendetter la compagnie, dont la dette culmine alors à 6,5 milliards d’euros. Fin 2014 celle-ci est ramenée à 5,4 milliards d’euros. Un résultat obtenu notamment grâce à la baisse des coûts (hors carburant) de 8 %. Fin mars 2015, l’objectif initial d’une dette ramenée à 4 milliards d’euros est en passe d’être atteint puisque celle-ci s'élève à la fin du premier trimestre 2015 à 4,9 milliards d’euros.  
En octobre 2013, les bases de Nice, Toulouse et Marseille, qui représentaient jusqu'alors une réponse de la société à la vague « low cost » du secteur sont menacées de fermeture selon le Figaro. L'information est démentie par le porte parole d'Air France, ce que confirme la situation de 2015. 
Le 10 septembre 2014, afin de poursuivre le redressement de la compagnie et améliorer sa compétitivité, il annonce dans Les Échos la création de Transavia Europe et un investissement de deux milliards d'euros dans le « low cost » en Europe. Cinq jours plus tard, les pilotes d'Air France entament une grève qui dure plusieurs semaines, un record pour la compagnie, et coûte environ 500 millions d'euros. Juniac, soutenu par le gouvernement pendant toute la durée de la grève, annonce le retrait du projet Transavia Europe le 25 septembre 2014. Le coût de la grève met en effet en péril les efforts consentis depuis plus de deux ans par le groupe et ses collaborateurs, puisque la perte nette a été ramenée à 198 millions d’euros contre 1,82 milliard d’euros en 2013. À la suite de cette grève, son résultat d’exploitation repart dans le rouge (−129 millions d’euros contre +130 millions un an plus tôt). Or, en dehors de l'impact de la grève, il aurait plus que doublé, à 99 millions d'euros. 
Dans ce contexte de blocage et après la suspension de la grève, début décembre 2014, les pilotes d'Air France votent à 53 % en faveur du projet d'accord prévoyant le développement de Transavia France, la filiale à bas coût du groupe. 

##### Depuis 2015
En mars 2015, Juniac est cité dans les médias pour des déclarations datant d'une rencontre patronale, "Les entretiens de Royaumont", en décembre 2014. Il y était invité à discuter sur le thème Les acquis sociaux face aux enjeux mondiaux et a notamment défini les acquis sociaux comme « très flous », évoquant ensuite le travail des enfants,, la question des 35 heures, l'âge légal de départ à la retraite et la différence de législation entre les pays comme le Qatar ne disposant pas du droit de grève et la France, faisant ainsi suite à la grève des pilotes de cette époque.
En mars 2015, alors qu'il se présente à sa propre reconduction à la tête d'Air France-KLM, Juniac souhaite poursuivre son action à la tête du groupe avec la mise en place du plan » Perform 2020 » ayant « l’ambition claire de faire d'Air France au sein d'Air France-KLM un acteur européen majeur dans la concurrence mondiale. » Le nouveau programme mécontente les syndicats, qui décident de ne pas assister à la réunion, et déclarent être opposés à la reconduction d'Alexandre de Juniac dans ses fonctions de président d'Air France-KLM.
Le 4 mai 2015, Juniac présente devant le comité central d'entreprise la « déclinaison » par activité du plan « Perform 2020 ». Le groupe souhaite être le premier réseau long-courrier au départ d'Europe, appuyé sur le hub de Paris-Charles-de-Gaulle, avoir une activité cargo dans le « top 5 mondial », contribuant aux résultats de l'activité long-courrier, avoir un réseau point-à-point français très dense sous la marque « HOP! Air France », faire de Transavia une compagnie « low-cost » de référence au départ de la France et être un acteur mondial de la maintenance et du catering, tout en poursuivant ses efforts de réduction des coûts unitaires. 
Comme défini dans le cadre de « Perform 2020 », l'objectif est une baisse annuelle des coûts unitaires de 1,5 % par an (-3 % en coûts pilotables), soit 650 millions d'euros sur la période 2015-2017. Pour atteindre cet objectif en prenant en compte l'inflation, le groupe doit réaliser 1 130 millions d'euros d'économies de coûts sur cette période, indique-t-il également.
Après une année difficile marquée par la grève des pilotes, Juniac souhaite que l’ensemble des collaborateurs du groupe puissent adhérer à la stratégie et l’ambition de « Perform 2020 » comme l’indique le président-directeur général d’Air France Frédéric Gagey.
Le 21 mai 2015, Juniac est reconduit dans ses fonctions pour un second mandat de quatre ans, avec 94,21 % des suffrages exprimés. Le 1er octobre 2015, le conseil d’administration d’Air France-KLM valide la mise en œuvre d’un nouveau plan de restructuration, un plan qui débouchera, selon Juniac, sur « un important plan de réduction d’emplois ». Il confirme que les départs volontaires seront privilégiés, mais que la compagnie devra également « recourir à des départs non volontaires. » Ce plan, prévu pour deux ans, va être lancé au début de l'année 2016. Le 15 octobre 2015, le conseil d'administration réaffirme son soutien à la stratégie du président d'Air France et de son équipe dirigeante.
Alors qu'Air France a enregistré en 2015 un résultat d'exploitation positif à hauteur de 816 millions d'euros, renouant ainsi pour la première fois depuis 2007 avec les bénéfices, Alexandre de Juniac déclare que « cette performance est due, pour les deux tiers, aux efforts faits par les salariés ». Il ajoute cependant que « cette progression ne doit pas masquer le fossé qui sépare la compagnie de ses concurrents ». Au cours de cette année, la rémunération d'Alexandre de Juniac a augmenté 65 %, pour atteindre 1,062 million d'euros.
Le 9 février 2016, alors que la compagnie aérienne reçoit à Paris le premier prix dans le secteur « transports », lors de la 12e édition du « Podium de la relation client » BearinPoint - TNS Sofres, Alexandre de Juniac dédie cette récompense aux salariés d'Air France. Le but affiché d'Alexandre de Juniac est alors de continuer sa stratégie de montée en gamme en investissant. En mars 2016, le groupe annonce ainsi avoir investi 500 millions d'euros dans de nouvelles cabines de voyages : « pour nous, 2015 a été l'occasion de monter en gamme sur nos produits moyens en particulier sur le Maroc ».
Le 31 mars 2016, à l'occasion de l'inauguration de la première base européenne de Transavia à Munich, Alexandre de Juniac réaffirme son intention d'atteindre cent appareils et plus de vingt millions de passagers à l'horizon 2019 sous la marque low cost, faisant de Transavia l'une des cinq premières marques low cost européennes.  
Le 5 avril 2016, le groupe annonce qu'Alexandre de Juniac va quitter la présidence d’Air France-KLM pour rejoindre la direction générale de l'Association internationale du transport aérien (IATA) dont il prend la tête le 1er septembre suivant.
Le 23 novembre 2020, l'IATA annonce qu'Alexandre de Juniac quittera la direction générale de l'association en mars 2021 pour céder sa place à Willy Walsh.

## Autres fonctions
Alexandre de Juniac est nommé au conseil de surveillance de Vivendi, après vote des actionnaires, à l'occasion de l'assemblée générale du 30 avril 2013,. 
Il est président d'honneur du Club des juristes.

## Prix et récompenses
- Chevalier de la Légion d'honneur (2007)
- « Manager de l'année » (2012), décerné par Le Nouvel Économiste[58]
- Prix de l'Excellence française (2013).

## Pour approfondir